# Marcelo Cândido
Marcelo de Souza Cândido (Marília, 25 de outubro de 1969), mais conhecido como Marcelo Cândido, é um professor, geógrafo, contador e político brasileiro, filiado ao Partido Socialismo e Liberdade.
Já foi deputado estadual entre 2003 e 2004 e prefeito de Suzano, eleito em 2004 e reeleito em 2008.
Filho do falecido deputado estadual José Cândido, que era filiado ao PT.

## Carreira política
Marcelo Cândido tem graduação em geografia pela Universidade Estadual Paulista (Unesp), com especialização em planejamento urbano pela Universidade de Brasília (UnB).
Filiado ao PT entre 1990 e 2016, iniciou a carreira política como assessor legislativo do seu pai, então vereador.
Em 2000, foi indicado pelo partido para disputar a eleição para a prefeitura, mas não se elegeu. Em 2002 venceu as eleições para deputado estadual, mas deixou a Assembleia Legislativa para disputar novamente (e desta vez vencer) as eleições para prefeito de Suzano (SP), em 2004. Em 2008, foi reeleito para novo mandato, com 51% dos votos válidos.
Em agosto de 2016, o político foi condenado à prisão (regime semiaberto) por contratos irregulares celebrados quando era prefeito de Suzano.
Em agosto de 2018, foi oficializado pelo PDT como candidato ao governo do estado de São Paulo nas eleições do mesmo ano, mas teve os votos anulados por causa de uma condenação por improbidade administrativa que o tornou inelegível em face à Lei da Ficha Limpa.
Deixou o PDT em março de 2022, alegando divergências com a linha política adotada pelo presidenciável Ciro Gomes. Em maio do mesmo ano, anuncia sua filiação ao PSOL.